# 在日朝鮮語
在日朝鮮語，或稱在日韩国语，是在日朝鲜人和在日韩国人所使用的朝鮮語，亦是朝鮮語方言的一種。由於早年移民日本的朝鲜（韩）民族多來自朝鲜半岛南部，在日朝鲜语因而也以南部方言（主要以济州方言以及庆尚方言為主）為基礎，但因長期與朝鮮民主主義人民共和國和大韓民國分離，令旅日朝鲜人漸漸吸收當地文化，發展出一種有別於朝鮮民主主義人民共和國（以標準朝鮮語为标准）和大韓民國（以韓國標準語為標準）的語言，稱為「在日朝鲜语/韩语」。以朝鮮民主主義人民共和國為標準的標準朝鮮語将此语言稱為「在日語（在日語）」。

## 語言使用
雖然旅日朝鮮人在日常交談時多會說日語，但跟首代移民長者說話和在朝鮮學校上課時依然會說韓語。對他們來說，韓語已成為第二語言，說話時帶有濃烈的日本口音。因此，有朝鲜官方背景的朝鲜总联的机关报纸《朝鮮新報》曾撰文批評這種怪異的韓語已不能再叫作「우리말」（「我們的語言」，韓語中「우리」［我們的］常用於表示「我國」或「我族」）。

## 發音
標準韓語共有8個元音，但在日朝鮮語受日語影響只剩下5個元音，表列如下：
| 標準韓語   | ㅏ | ㅓ | ㅗ | ㅜ | ㅡ | ㅣ | ㅐ | ㅔ |
| 在日語 | ア | オ | オ | ウ | ウ | イ | エ | エ |
| 羅馬字 | a  | o  | o  | u  | u  | i  | e  | e  |

## 語法及書寫
在日韓國語的助詞與標準韓語頗為不同，跟日語反而相當接近。例如乘車在標準韓語中是，大意是「車-乘坐」，乘坐一詞是及物動詞；但在日韓國語會說成，乘與車之間存在一個助語，這跟日語的表達方式相似。
在日韓國語一如不少漢族語言，只在口頭上使用而很少會用於正式書寫，例如旅日朝鲜人會把「不過」一字，唸成（gurona），但書寫時仍會轉用標準韓語，寫成（geureona）。

## 延伸閱讀
- （日本、美國和本土韓國人的語言狀況）, 1993. (ISBN 4-87424-075-5)
- （在日韓國語情況）, 2005. (ISBN 4-7576-0283-9)